# Frankfurt/Rhein-Main
Frankfurt/Rhein-Main (viết tắt là FRM) là chùm đô thị lớn thứ hai ở Đức, với tổng dân số trên 5,8 triệu người và diện tích lên đến 14.800 km². FRM nằm ở miền Trung Tây của nước Đức và nằm trên ba bang khác nhau Hessen, Rheinland-Pfalz và Bayern. Đây là vùng đô thị đa trung tâm (đa cực) với các thành phố lớn là Frankfurt am Main, Wiesbaden, Offenbach am Main, Mainz, Darmstadt và Aschaffenburg. Về kinh tế, đây là trung tâm công nghiệp của nước Đức và của cả châu Âu. Hệ thống kết cấu hạ tầng được phát triển cao độ nhằm tạo thuận lợi cho công nghiệp phát triển. Năm 2004, GDP của vùng ước vào khoảng 152,1 tỷ Euro, là vùng đô thị có GDP cao thứ 6 ở châu Âu.